# Plateau d'Hauteville (plateau)
Ne pas confondre avec le plateau d'Hauteville et d'Ahuy et Plateau d'Hauteville, commune nouvelle située sur le plateau.
Le plateau d'Hauteville, parfois appelé plateau d'Hauteville-Brénod ou encore plateau d'Hauteville-Lompnes, est un plateau montagneux (massif du Bugey, chaîne sud du Jura) localisé à proximité des villes d'Hauteville-Lompnes et de Brénod.
Son altitude varie entre 850 et 1 230 m ce qui permet la pratique du ski de fond (site de La Praille) et du ski alpin (site de Terre Ronde) ainsi qu'un certain nombre d'activités sportives.